# Síndrome de Escobar
A Síndrome de Escobar ou Síndrome de pterigios múltiplos consiste numa deficiência, na qual, a pessoa afectada por esta doença tem os tendões relativamente curtos quando comparados com os de uma pessoa normal.

## Características
Caracteriza-se por grossas dobras de pele no feto, que reduzem a mobilidade das articulações e as mantém em uma posição fixa.
Resumo Tema: Síndrome de Escobar ou múltipla 
Síndrome do pterígio é caracterizado por um web através de cada 
prega de flexão nas extremidades, principalmente as poplítea 
espaço. Além disso, essa síndrome está associada a dois 
outras anomalias estruturais: um talude vertical e congênita 
lordoscoliosis. Nós apresentamos um relatório do caso de um paciente com 
Escobar síndrome que foi inicialmente conservadoramente 
e, posteriormente, tiveram evolução grave e debilitante 
descompensação respiratória e, em última análise 
necessitando de intervenção cirúrgica.
1. Hall J (1997) artrogripose e anomalias associadas. In: Emery,
Rimoins (eds) Princípios e prática da genética médica, 3
edn. Churchill Livingstone, New York, NY, pp2905Y2907
2. Di Gennaro GL, T Greggi, P Parisini (1996) a escoliose em Escobar
síndrome (síndrome do pterígio múltiplo). Descrição de duas
dos casos. Chir Organi Mov 81 (3): 317Y323
3. Yokochi K, Suzuki S, T Tanaka et muscular (1985) al Esquelético
participação na síndrome de Escobar. Brain Dev 7 (6): 585Y589

## História
A síndrome foi inicialmente descrita em 1902, por Bussière e em 1978, o médico Víctor Escobar desenvolveu estudos extensivos sobre a síndrome.